# Parc de Pollok
Parc de Pollok est le plus grand espace vert de l'agglomération de Glasgow. Dans les années 90, le parc a été le lieu de manifestations contre l'autoroute M77 qui le traverse actuellement. Le parc est en grande partie constitué d'un golf.